# Bo Heart
Bo Heart (* 15. Mai 1960 in Tübingen) ist ein Hamburger Keyboarder, Sänger und Komponist. Neben der Veröffentlichung eigener Tonträger arbeitete er mit Künstlern wie Xavier Naidoo, Edo Zanki und Klaus Lage zusammen, komponierte zahlreiche Musikstücke und schrieb Musik für Hörbücher. Weiterhin ist er als Studiomusiker tätig.

## Leben
In Tübingen geboren, wanderte Heart mit seiner Familie nach Kanada aus, als er 16 Jahre alt war. 1978 gründete er seine erste Band mit dem Namen Harbinger, wenig später dann die Boogie Band. Nach mehreren Auftritten bekam er ein Angebot von Ian Tyson in dessen Band zu spielen. 1982 benannte sich die Boogie Band in Final Notice und später in Studio Venice um. Hearts Schwester Astrid Foster wurde 1985 Sängerin der Band, die im selben Jahr nach Deutschland übersiedelte. Nach einem Plattenvertrag und ihrer ersten Single Dont talk anymore trennten sich Studio Venice. Heart begann anschließend eine Solokarriere. 1987 erschien sein erstes Soloalbum Invitation, produziert von Curt Cress. Schlagzeuglegende Curt Cress nahm ihn in seine Band Curt Cress Clan auf. 1988 und 1989 war er mit dem Curt Cress Clan in Europa unterwegs.
1990 wurde Heart nach einer dreitägigen Audition aus mehreren Bewerbern für die Klaus Lage Band ausgewählt, bei der er heute noch mitspielt. 1993 folgte eine Tour mit Uwe Ochsenknecht. Im Jahr 1998 erschien Hearts zweites Album In my Arms.
Eine Zusammenarbeit mit Edo Zanki 1996 führte 1999 zur Gründung von 4 Your Soul. Neben Heart und Zanki waren Xavier Naidoo, Cae Gauntt und Tommy Baldu beteiligt. 2002 verließ Heart die Band und wurde 2004 Keyboarder und später auch musikalischer Leiter der Band von Vicky Leandros. Derzeit ist er mit Klaus Lage unterwegs und tritt mit seiner Band Bo Heart and Friends auf. Daneben ist er als Musikproduzent tätig. Seit 2019 betreibt Heart das Projekt The Sidemen – A Tribute to Sir Elton John and Bernie Taupin.

## Diskografie

### Solo
- 1985 Don’t talk anymore (Single Intercord) Produced by Django Seelenmeyer
- 1988 Invitation (wea) Produced by Curt Cress
- 1998 In My Arms (LamuR/Ariola) Produced by Bo Heart

### Mit 4 your Soul
(Edo Zanki, Cae Gauntt, Xavier Naidoo, Tommy Baldu and Bo Heart)
- 2001 4 your Soul (EMI) Produced by Edo Zanki

### Mit Klaus Lage
- 1992: Ein Lachen in Reserve (Eastwest), produziert mit Stewart Epps
- 1994: Katz und Maus (Eastwest); produziert von Harald Kloser
- 1999: Klaus Lage & Bo Heart – Live zu zweit (Eastwest)
- 2000: Mensch bleiben (Eastwest); produziert mit Peter Wölpl
- 2003: Die Welt ist schön (Lamu); produziert mit Peter Wölpl
- 2007: Zug um Zug (Lamu)
- 2008: Nah und Wichtig (Lamu)
- 2011: Der Moment (Lamu)
- 2015: Neuauflage (Lamu)
- 2016: Blaue Stunde (Lamu)
- 2022: Je Wahrer die Liebe (Lamu), produziert mit Mirko Michalzik

### Für Angelika Haak
- 2008: Engel, Hirten, 1000 Könige (Edition Hasenburg)

### Als Gastsänger und -musiker
- 1985: Mein Tuut tuut... von Leinemann (Metronom) (Chor)
- 1994: Girlscrossing (Metronom) von Uwe Ochsenknecht (add. Keys und Chor)
- 1995: 10 von Edo Zanki (CBS) (als Bandmitglied)
- 1996: Harlem Voices (Polystar) (als Keyboarder und Sänger)
- 1998: If You Believe von Sasha (als Chorsänger)
- 2001: Halt von Heinz Rudolf Kunze (als Chorsänger)
- 2006: Live-DVD mit Vicky Leandros (als Pianist und Sänger)